# Jewish Council for Public Affairs
El Jewish Council for Public Affairs (JCPA) (en català: Consell Jueu d'Afers Públics), és una organització jueva nord-americana sense ànim de lucre que s'ocupa de les relacions amb la comunitat. L'entitat és una organització paraigua que coordina els esforços de 15 organitzacions jueves d'àmbit nacional, inclosos els moviments reconstruccionistas, reformistes, conservadors, i ortodoxos, així com 125 federacions jueves locals i consells de relacions comunitàries. La JCPA es descriu a si mateixa com "la veu representativa de la comunitat jueva americana organitzada".
La JCPA va ser establerta com el Consell Assessor Nacional de Relacions Comunitàries en 1944 pel Consell de Federacions Jueves, que més tard va passar a formar part de les Comunitats Jueves Unides, actualment les Federacions Jueves d'Amèrica del Nord. En la Dècada de 1960, va ser rebatejada com The National Jewish Community Relations Advisory Council (NJCRAC). El grup va adoptar el seu nom actual en 1997. Arnold Aronson va ser director del programa de 1945 a 1976. David L. Bernstein es va exercir com a President i Director Executiu des de gener de 2016. L'ex-president anterior és Larry Gold d'Atlanta, Geòrgia.

## Activitats
La JCPA treballa en la formació de consens sobre qüestions públiques, el desenvolupament de respostes estratègiques i el treball amb els mitjans de comunicació, els càrrecs electes, els socis de la coalició i d'altres mitjançant les relacions públiques, la promoció i duent a terme tasques de lobby. La JCPA també ajuda als 125 consells de relacions comunitàries jueves a organitzar esdeveniments i activitats de promoció en tot el país, promovent associacions interreligiosas i comunitàries.
Els temes internacionals que preocupen a la JCPA inclouen les relacions entre Israel i Estats Units, l'antisemitisme global, les Nacions Unides, el benestar dels jueus en àrees en perill, el genocidi i els drets humans. Els temes domèstics que preocupen a la JCPA inclouen l'antisemitisme, la justícia social, la pobresa, l'educació, la salut pública, el medi ambient, la immigració, els drets individuals i les llibertats religioses, incloent la preservació de la separació de l'església i l'estat. Ha recolzat activament els drets dels àrabs israelians i ha lluitat per la igualtat a Israel.

## Política
Cada any la JCPA té una conferència anual coneguda com "el plenari", el plenari és l'òrgan de més alt nivell de desenvolupament de polítiques de l'organització. En el plenari, la JCPA convida a oradors, debat i adopta resolucions que expressen les polítiques de consens de les organitzacions membres i de la ben organitzada comunitat jueva americana.
Les polítiques són patrocinades pels consells de relacions de la comunitat jueva o per les agències nacionals membres i les decisions requereixen la formació d'un consens per ser adoptades. Aquestes polítiques passen a formar part del compendio de polítiques de la JCPA, que inclou opinions comunes sobre una sèrie de qüestions que poden afectar la comunitat.
Els objectius de l'organització són els següents: La defensa de l'Estat d'Israel i la seguretat jueva, la defensa dels drets humans i civils internacionals, la promoció de la igualtat d'oportunitats per tots i la defensa de la justícia social.

## Iniciatives
Commocionada per les atrocitats comeses a Darfur, la JCPA va ajudar a fundar la Coalició Save Darfur en 2004. L'organització continua organitzant a la comunitat jueva en suport de l'acció contínua dels Estats Units per portar la pau a la nació de Sudan, donant suport a la creació del Sudan del Sud i treballant amb la Casa Blanca i el Congrés per assegurar l'ajuda humanitària.
Al setembre de 2007, la JCPA va llançar un programa contra la pobresa: "No hi haurà necessitat entre vostès". L'esforç busca augmentar la consciència i l'acció per combatre el gana, la falta d'habitatge i altres vestigis de la pobresa als Estats Units.
Des de l'any 2008, la JCPA i l'organització "MAZON: una resposta jueva contra la fam", han patrocinat una mobilització anual vinculant la celebració de la Pasqua jueva, amb la lluita contra el gana als Estats Units. La mobilització comença cada any amb un acte en el Capitoli dels Estats Units, on els membres del Congrés llegeixen una hagadà especialment preparada. Actes semblants s'han celebrat en més de 30 estats en tot el país.
Juntament amb Catholic Charities USA i el Consell Nacional d'Esglésies, la JCPA ha estat co-patrocinadora de la mobilització anual per lluitar contra la pobresa des de l'any 2008. Combatre la pobresa mobilitza a les comunitats per realitzar esdeveniments dirigits a fer que l'erradicació de la pobresa sigui una prioritat nacional.
La JCPA també està activament involucrada en els temes relacionats amb la gestió del medi ambient i en contra del canvi climàtic, a través del seu programa: Coalició Sobre el Medi ambient i Vida Jueva (COEJL).
En associació amb les Federacions Jueves d'Amèrica del Nord, la JCPA va crear en 2010 un programa per ajudar a les comunitats jueves a contrarestar la creixent demonització i satanització d'Israel. La Israel Action Network va ser creada per educar, organitzar i mobilitzar a la ben organitzada comunitat jueva d'Amèrica del Nord per desenvolupar una resposta coordinada i estratègica en contra dels atacs dirigits cap a l'Estat d'Israel, i utilitzar a les diferents associacions jueves per promoure la pau i la seguretat a la regió, defensant l'existència de dos estats per a dos pobles.
Altres campanyes nacionals de la JCPA han inclòs una campanya per acabar amb la violència armada, després del tiroteig que va ocórrer a l'escola primària Sandy Hook en 2012 i una campanya nacional en 2013 per donar suport a la reforma migratòria.

## Organitzacions que formen part de la JCPA
- Comitè Jueu Americà
- Congrés Jueu Americà
- World ORT
- Lliga Antidifamació
- B'nai B'rith
- Hadassah
- Comissió Laboral Jueva
- Federació Jueva Reconstruccionista
- Veterans de guerra jueus dels Estats Units d'Amèrica
- Internacional de Dones Jueves
- Consell Nacional de Dones Jueves
- Unió per al Judaisme Reformista
- Unió Ortodoxa
- Sinagoga Unida del Judaisme Conservador
- Lliga de Dones pel Judaisme Conservador